# 3156 Ellington
3156 Ellington è un asteroide della fascia principale del diametro medio di circa 27,66 km. Scoperto nel 1953, presenta un'orbita caratterizzata da un semiasse maggiore pari a 2,8621547 UA e da un'eccentricità di 0,1933713, inclinata di 15,78800° rispetto all'eclittica.
L'asteroide è dedicato al direttore d'orchestra, compositore e pianista jazz statunitense Edward Kennedy Ellington.